# Olaf Overgaard Ovesen
Olaf Overgaard Ovesen (født 1915, død 1996) var en dansk kunstner, som er kendt for sine figurer skåret i træ. Senere blev mange figurer gengivet i keramik.
Olaf Overgaard Ovesen er opvokset på Ikast-egnen og flyttet til Bornholm, hvor han tilbragte sine sidste dage i Gudhjem.